# 川柳村 (長野県)
川柳村（せんりゅうむら）は長野県更級郡にあった村。概ね現在の長野市篠ノ井石川・篠ノ井二ツ柳にあたる。

## 歴史
- 1889年（明治22年）4月1日 - 町村制の施行により、石川村・二ツ柳村の区域をもって川柳村が発足。
- 1950年（昭和25年）7月1日 - 篠ノ井町・東福寺村と合併し、改めて篠ノ井町が発足。同日川柳村廃止。

## 交通

### 鉄道路線
村域を日本国有鉄道篠ノ井線が通過したが、駅は所在しなかった。篠ノ井駅が至近に所在。